# えひめ瀬戸内リゾート開発構想
えひめ瀬戸内リゾート開発構想（えひめせとうちリゾートかいはつこうそう）は、総合保養地域整備法（通称：リゾート法、1987年制定）に基づき、1990年（平成2年）に構想された愛媛県のリゾート開発計画である。2006年（平成18年）1月31日廃止。

## 概要
総合保養地域整備法の施行に合わせて策定された。1990年6月に国から承認され、その承認年月は日本全国で24番目、四国では最も早く、瀬戸内海沿岸では兵庫県（淡路島）、広島県（瀬戸内中央）、大分県（別府くじゅう）に続くものであった。
当時の松山市、今治市、伊予市、北条市（現：松山市）の4市と越智郡、温泉郡、伊予郡の計17町6村が対象地域とされた。対象面積は県土の25％に相当する14万356ヘクタール。地区ごとに民間および民間以外が整備する施設を掲示し、施設はマリーナ、ホテル、コンドミニアム、ゴルフ場（計8カ所）などが計画されていた。総事業費は約3,000億円、うち公共分は300億円で、完成時の年間利用者数は1,900万人、各種施設の新規雇用は5,000人程度が見込まれていた。
しかし、ほどなくバブル景気が崩壊し、参入を予定していた開発業者が相次ぎ撤退。整備された施設はわずか15カ所で、整備進捗率は5％にとどまった。2000年度以降は県の協議会も開かれず、構想は凍結状態となった。2006年1月31日には、県が「えひめ瀬戸内リゾート開発構想」を廃止したと発表した。日本全国42構想のうち、初めての廃止措置となった。

## 整備方針
- 豊かな地域文化、景観の優れた瀬戸内海、国家プロジェクトの本四架橋という三つの地域特性を最大限に生かし、個性あるリゾート地とする[4]。
- 将来は、瀬戸内海全域にネットワークを形成し、増大する自由時間が快適に暮らせる「瀬戸内海自由時間都市構想」の実現を図る[4]。

## 開発地区
「国際コンベンション」、「都市型海洋スポーツ」、「森林型クアパーク」、「架橋・国宝のリフレッシュアイランド」、「島体験レクリエーション」の5つのゾーンに分け、重点整備地区として10地区を設定していた。

### 国際コンベンションゾーン
- 松山南部海浜地区（伊予市・双海町）
- 忽那諸島地区（中島町）
- 北条地区（北条市）

スポーツを主にしたレクリエーション機能をもつ特定施設としてゴルフ場やマリーナなどが計画された。1993年には親和観光産業が総事業費125億円を投じてサンセットヒルズカントリークラブを開設し、リゾート法適用民間特定施設として土地保有税の優遇措置を受けた。

### 都市型海洋スポーツゾーン
- 今治来島地区（今治市・波方町）

高縄半島の最北端で、名勝来島海峡と瀬戸内しまなみ海道の来島海峡大橋の橋頭地域は狭水道の自然景観と架橋美の人工景観を有力な観光・リゾート開発への資源として、12を数えるプロジェクトが登場した。この構想では、民間事業者として清水建設・三菱商事・西日本信販・今治造船などが参加して計画を立て、その投資額は約580億円と想定された。しかし、バブル景気の崩壊で事業化は大部分が中止の状況で代わって今治市が近見山の遊歩道整備や駐車場の建設、波方町の海山リゾート開発では町が15ヘクタールを買収し展望施設として海山城や公園を建設、また大浦海浜開発は愛媛県の港湾整備事業、大角の鼻では養浜海岸が農林事業で進められた。
- 今治桜井地区（今治市南部）

重点整備地区の中で、ホテルや研修・スポーツ・保養施設が集中し、滞在型施設の整備が最も先行し、プロジェクトの4つが供用されている。温泉利用保健施設のクアハウス今治が1989年に開設され、さらに民間事業者によるホテル3館も開業した。ホテル橘（1989年開業）、ケーオーホテル（1991年開業）があり、ついで開業したホテルアジュールは、リゾート法の税制特別措置を受けた唯一の特定施設である。市では湯ノ浦を含む桜井地区臨海部に「今治沖浦海岸」のコースタル・コミュニティ・ゾーン整備計画（CCZ）を1987年にたてて、建設省の承認を得たが、ゴルフ場をはじめ建設には大きな財政負担が大きく実現をみなかった。

### 森林型クアパーク
- 玉川・朝倉地区（玉川町・朝倉村）

### 架橋・国宝のリフレッシュアイランドゾーン
- 越智大島地区（吉海町・宮窪町）
- 越智伯方地区（伯方町）
- 越智大三島地区（上浦町・大三島町）

### 島体験レクリエーションゾーン
- 上島諸島地区（弓削町・生名村・岩城村）

## 実績
- 303の特定施設を計画 - 供用中15、未着手288(整備進ちょく率5.0％)[4]
- 目標数値と実績
  - 10年後の年間利用者数 - 目標:755万人、実績:51万人（達成率6.8％）[4]
  - 10年後の雇用者数 - 目標：3,680人、実績：270人（達成率7.3％）[4]